# Crassula granvikii
Crassula granvikii (лат.) — вид растений рода Толстянка (Crassula) семейства Толстянковые (Crassulaceae).

## Название
Родовое латинское название Crassula происходит от латинского слова crassus, — «толстый», в основном из-за присутствия у растений этого рода сочных листьев.
Видовой латинский эпитет granvikii, вероятно, был дан в честь Хьюго Гранвика (Hugo Granvik, 1889-?), шведского орнитолога, который занимался сбором растений в Африке.

## Ботаническое описание
Голое однолетнее травянистое растение с изменчивым габитусом. Стебли могут достигать длины от 2 до 45 см или более; в водных или влажных местах они прямостоячие или восходящие, мало или редко разветвленные, иногда укореняющиеся в нижних узлах; в более сухих местах они ветвящиеся, часто образующие коврики. Листья сидячие, разнообразной формы (линейные или от продолговатых до продолговато-лопатчатых), длиной от 2 до 20 мм, с вершиной острыми или тупыми; у основания листьев образуется пленчатая, несколько полая оболочка диаметром от 1 до 2 мм.
Цветки четырехчленные, располагаются в пазухах, в основном по одному, иногда по два или три; цветоножки тонкие, в длину могут достигать от 2 до 10 мм. Лепестки имеют различные размеры и окраску, от белого до розового или пурпурного цвета. Тычинки и пыльники окрашены в красновато-фиолетовые оттенки. Нектарные чешуи лопатчатые, примерно от 0,5 до 0,7 мм в длину. Листовки карминового цвета, закругленные. Семена узкопродолговато-эллиптические, размером примерно 1 мм в длину, с мелкими сосочками.

## Распространение и экология
Природный ареал включает следующие территории: Бурунди, Эритрея, Эфиопия, Кения, Малави, Руанда, Танзания, Уганда, Йемен, Заир.

## Таксономия
Crassula granvikii Mildbr., первое упоминание в Notizbl. Bot. Gart. Berlin-Dahlem 8: 227 (1922).

### Синонимы
Гомотипные (основанные на одном и том же номенклатурном типе):
- Tillaea granvikii (Mildbr.) V.V.Byalt

Гетеротипные (основанные на разных номенклатурных типах):
- Bulliarda abyssinica A.Rich.
- Crassula erubescens Bullock
- Crassula hedbergii Wickens & M.Bywater
- Crassula rivularis (Peter) Hutch. & E.A.Bruce
- Crassula vaillantii var. kilimandscharica Engl.
- Crassula wrightiana Bullock
- Tillaea repens Peter
- Tillaea rivularis Peter
- Tillaea vaillantii var. kilimandscharica (Engl.) Peter